# Lago Autobahn
El lago Autobahn (en alemán: Autobahnsee) es un lago situado en la región administrativa de Suabia, en el estado de Baviera (Alemania), a una elevación de 50 metros; tiene un área de 17 hectáreas. Algunas zonas del lago se usan para piscicultura. Se encuentra muy cerca de la ciudad de Augsburgo.

## Historia
Es un lago artificial, excavado entre 1936 y 1937 para obtener gravilla para la construcción de carreteras. Tenía un área turística para el baño público, pero fue destruida durante el transcurso de la Segunda Guerra Mundial.